# Peter Hill-Wood
Peter Denis Hill-Wood (Kensington, 25 de fevereiro de 1936 — Londres, 28 de dezembro de 2018) foi um empresário britânico e presidente do Arsenal Football Club.

## Biografia
Peter nasceu em Kensington, Londres. Seu pai, três tios e seu avô, praticavam críquete pelo Derbyshire County Cricket Club. Peter também jogou first-class cricket no Free Foresters Cricket Club em 1960.
Ele estudou na Ludgrove School e no Eton College, onde foi colega de classe do ex-diretor do Arsenal, Sir Roger Gibbs. Ele então serviu nos Coldstream Guards. Depois de deixar os Guards, Hill-Wood entrou no setor bancário, chegando a se tornar vice-presidente do Hambros Bank, tendo anteriormente sido responsável por sua divisão de investimentos. Depois que Peter se aposentou de seu cargo na Hambros, ele foi diretor da Cavenham Ltd e da Hellenic and General Trust.

### Presidência do Arsenal
Ele foi a terceira geração de sua família a presidir o Arsenal, depois de seu pai, Denis Hill-Wood (1962–1982), e seu avô, Samuel Hill-Wood (1929–1936 e 1946–1949). Peter Hill-Wood sucedeu seu pai após sua morte em 1982, onde atuou como presidente do clube até que problemas de saúde o obrigaram a renunciar em 2013. Peter presidiu as nomeações de George Graham e Arsène Wenger como técnicos e, durante seu mandato, venceram cinco títulos da liga (incluindo o título invicto de 2003–04), cinco Copas da Inglaterra, duas Copa da Liga e a Taça dos Clubes Vencedores de Taças.
Peter foi figura-chave na formação da Premier League e na mudança do Arsenal de Highbury para o Emirates Stadium. Ele era conhecido por como preferia trabalhar em segundo plano no Arsenal, não ficando encarregado dos negócios do dia a dia do clube, que geralmente eram dirigido por David Dein e uma sucessão dos treinadores da equipe.
Ele era colega de Chips Keswick no Hambros e, posteriormente, o recrutou para o conselho do Arsenal para fornecer fortes contatos com a Cidade de Londres em um momento em que o clube estava financiando seu novo estádio, o Emirates Stadium. Peter vendeu grande parte das participações de sua família no clube para o ex-vice-presidente David Dein nas décadas de 1980 e 1990, e o restante para Stan Kroenke.
Em 14 de junho de 2013, Peter deixou o cargo e foi substituído como presidente por Keswick.

## Vida pessoal
Peter casou-se em 1971 com Sally, e teve três filhos: Julian, Charles e Sarah.

### Saúde e morte
Em 2 de dezembro de 2012, o Arsenal anunciou que Peter havia sofrido um ataque cardíaco e estava se recuperando no hospital. Em 28 de dezembro de 2018, foi relatado que ele havia morrido, aos 82 anos.